# Aditya Birla
Die Aditya Birla Group ist ein indischer Konzern mit Firmensitz in Mumbai. Der Konzern wird von dem Milliardär Kumar Mangalam Birla geleitet.
Aditya Birla ist weltweit in 36 Ländern tätig und beschäftigt 120.000 Mitarbeiter. Das Unternehmen ist der weltweit größte Hersteller von Viskose-Stapelgarnen sowie der viertgrößte von Acrylfasern (Grasim Industries), der größte Hersteller von Ruß (Birla Carbon) und gewalztem Aluminium (Hindalco-Novelis) und der viertgrößte von Isolatoren.
2011 übernahm Birla Carbon den amerikanischen Rußhersteller Columbian Chemicals von One Equity Partners.

## Tochtergesellschaften
- Aditya Birla Nuvo[5]
- Birla Carbon[6]
- Grasim Industries (mit unter anderem UltraTech Cement)
- Hindalco Industries
- Idea Cellular